# Pseudomyrmex acanthobius
Pseudomyrmex acanthobius is een mierensoort uit de onderfamilie van de Pseudomyrmecinae. De wetenschappelijke naam van de soort is voor het eerst geldig gepubliceerd in 1896 door Emery.